# Cantalapiedra
Cantalapiedra is een gemeente in de Spaanse provincie Salamanca in de regio Castilië en León met een oppervlakte van 71,15 km². Cantalapiedra telt 1.019 inwoners (1 januari 2016).